# 검우강호
검우강호(劍雨江湖, Reign Of Assassins)는 중국에서 제작된 수 차오핑, 오우삼 감독의 2010년 액션 영화이다. 정우성 등이 주연으로 출연하였고 종려방 등이 제작에 참여하였다.

## 출연

### 주연
- 정우성
- 양자경
- 서희원
- 여문락

### 조연
- 왕학기
- 바오치징
- 곽소동
- 오패자
- 임희뢰
- 강일연
- 대립인
- 금사걸
- 엔젤레스 우
- 이종한
- 오중천
- 호효광
- 한지
- 피터 캄
- 형한경
- 차검휘
- 석점걸
- 이경상
- 마서량
- 유립평
- 진위동

## 제작진
- 출품인: 이명
- 출품인: 임건악
- 출품인: 엄명
- 조명: 이지위
- 조명: 장옥천
- 조명: 유군
- 조명: 곽정가
- 기록: 이분니
- 기록: 윤해연
- 기록: 장원매함
- 조감독: 양국위
- 조감독: 곽문기
- 조감독: 진지분
- 조감독: 유우
- 미술: 양백귀
- 미술: 소국호
- 의상: 와다 에미
- 무술감독: 동위
- 執行감독: 수 차오핑
- 무술조감독: 유명철
- 무술조감독: 강경기
- 프로덕션매니저: 오우삼
- 프로덕션매니저: 테렌스 창
- 프로덕션매니저: 왕진구
- 프로덕션매니저: 주요산
- 프로덕션매니저: 침맹룡
- 프로덕션매니저: 오개은